# Anolis tandai
Anolis tandai (аноліс Танди) — вид ігуаноподібних ящірок родини анолісових (Dactyloidae). Мешкає в Амазонії.

## Поширення і екологія
Аноліси Танди мешкають на сході Перу, на півночі Болівії та на заході Бразилії (на південь від Амазонки та на схід до Тапажоса). Вони живуть у вологих тропічних лісах.